# Deryck Cooke
Deryck Cooke (14. září 1919 – 26. října 1976) byl britský hudebník, muzikolog a moderátor.

## Život
Cooke se narodil v Leicesteru, v chudé dělnické rodině; když jeho otec zemřel, byl ještě dítě, přesto si jeho matka mohla dovolit platit mu lekce klavíru. Cooke si brilantně osvojil techniku a začal skládat. Z gymnázia Wyggeston pro chlapce získal stipendium na varhany na Selwyn College v Cambridge, kde ho vyučovali Patrick Hadley a Robin Orr. Jeho vysokoškolské studium bylo přerušeno druhou světovou válkou, během které sloužil v královském dělostřelectvu a zúčastnil se invaze do Itálie. Ke konci války se stal klavíristou v armádní taneční kapele.
V Cambridgi byla úspěšně provedena řada jeho kompozic, ale nebyl si jist jejich kvalitou a nakonec většinu svých děl zničil. Po absolvování v roce 1947 Cooke nastoupil do BBC; kromě let 1959–1965, kdy působil jako spisovatel a kritik na volné noze, pracoval v BBC po zbytek svého života. Jeho práce zahrnovala psaní a editování skriptů pro hudební oddělení a vysílání pro rozhlas a televizi, kde jeho přemýšlivý, neovlivněný způsob jednání z něj činil ideálního komunikátora. V roce 1959 ve své první knize Jazyk hudby hájil názor, že hudba je v podstatě jazyk emocí a ukázal, že skladatelé během celé historie měli tendenci volit stejné hudební fráze, když chtěli vyjádřit podobné pocity nebo dramatické situace.
Vzhledem k blížícímu se Mahlerově výročí v roce 1960 se Cooke (ve spolupráci s Bertholdem Goldschmidtem) pokusil napsat vlastní verzi nedokončeného návrhu jeho 10. symfonie. Původně šlo O přednášku vysílanou BBC v roce 1960; poprvé byla celá verze provedena v Proms Londýnským symfonickým orchestrem pod Goldschmidtovou taktovkou dne 13. srpna 1964. Později vyšly revidované edice vzniklé ve spolupráci se skladateli Davidem Matthewsem a Colinem Matthewsem, kteří Cookeovi a Goldschmidtovi pomáhali dosáhnout autentické podoby díla. Tato skladba šla díky úsilí všech spolupracovníků v roce 1976 do tisku a stala se součástí repertoáru.
V posledních letech života se jeho zdravotní stav zhoršil a Cooke v roce 1976 zemřel ve věku 57 let na krvácení do mozku. Během svých posledních let pracoval na rozsáhlé analýze Wagnerovy operní tetralogie Der Ring des Nibelungen. Byla však dokončena pouze část prvního svazku, který se zabýval textem; vyšla po jeho smrti pod názvem I Saw the World End (Viděl jsem konec světa). Je velkou ztrátou, že nemohl toto dílo dokončit. Sbírka Cookeových esejů a rozhovorů vyšla také po jeho smrti pod názvem Vindications. Cookeův archiv se nachází v knihovně Cambridgeské univerzity.

## Knihy
Vindications: Essays on Romantic Music
- The Language of Music, OUP (1959)
- Gustav Mahler (1860–1911): A Companion to the BBC's Celebrations of the Centenary of his Birth (BBC, 1960); publikovaná v edici revidovaném a rozšířeném Colinem a Davidem Matthewsem (Faber, 1980, CUP, 1988).
- Ed. Deryck Cooke: hematic Patterns in Sonatas of Beethoven (Tematické vzory v sondách Beethovena) od Rudolfa Retiho (Londýn, Faber, 1967)
- I Saw the World End: A Study of Wagner's Ring (neúplné, text publikoval Clarendon Press, Oxford, 1979)
- Vindications: Essays on Romantic Music (posmrtná sbírka esejů a textů pro rozhlasové vysílání), Faber, 1982; přetištěno 2008

## Nahrávky
- An Introduction to [Richard Wagner's] „[Der Ring des Nibelungen]“ (zvuk, s výňatky ze Soltiho verze a některými speciálně zaznamenanými demonstracemi). Nahráno 1967; vydáno na LP 1968; re-packed a re-released 1969; remastered a re-released na CD 1995. Přepis Cookeova úvodu.[1]

## Články od Cookeho
- „Ernest Newman (1868–1959)“, Tempo, č. 52, podzim 1959, 2–3
- „Anton Bruckner“, R. Simpson (ed. ), Symfonie, díl 1: Haydn k Dvořákovi (Harmondsworth, 1966).
- „The Measure of Mahler“, Posluchač, 7. prosince 1967, 761.
- „Brucknerův problém zjednodušený“, Musical Times, sv. CX, 20–22 (leden '69), 142–144 (únor '69), 362–365 (duben '69), 479–482 (květen '69); přetištěný v revidované verzi (1975) jako brožura „The Musical Newsletter“ ve spolupráci s firmou Novello & Co. Ltd; revidovaná verze přetištěná ve Vindications: Eseje o romantické hudbě (Faber a Faber, Londýn, 1982).
- „Jazyk Mahlera: Interpretace Davida Holbrooka“ v Musical Times, listopad 1976, 899.
- „Bruckner, (Joseph) Anton“, v S. Sadie (ed. ), Slovník hudby a hudebníků New Grove, iii, 352; zopakoval v S. Sadie (ed. ), Pozdní romantičtí mistři: Bruckner, Brahms, Dvořák (Londýn, 1985).